# Half and Half
Half and Half ist ein Jazzalbum des Pianisten Richard Wyands. Die Trio-Aufnahmen mit dem Schlagzeuger Kenny Washington und dem Bassisten Peter Washington entstanden am 8. Dezember 1999 und erschienen am 18. April 2000 auf Criss Cross Jazz.

## Hintergrund
In All About Jazz stellte C. Andrew Hovan zum Zeitpunkt des Erscheinen von Wyands’ Album fest, dass von diesem unter eigenem Namen lediglich The Arrival (DIW Records), Get Out of Town auf SteepleChase Records und das Vorgängeralbum Reunited vorlagen. In dieser Zeit war Wyands vor allem als Begleitmusiker u. a. für Ralph Lalama (Music for Grown Ups, 1998), Houston Person, (Soft Lights, 1999) und Etta Jones (Easy Living, 2000) tätig.
Das Album Half and Half enthielt neben Jazzstandards wie Daydream von Billy Strayhorn und Time After Time von Sammy Cahn/Jule Styne auch drei Originalkompositionen von Wyands, darunter das Titelstück Half and Half, das Wyands geschrieben hatte, als er Mitglied des Gigi Gryce Quintetts in den 1950er Jahren war, aber erst in dieser Session aufgenommen wurde.
Das Album enthält zwei Solo-Stücke, Beautiful Friendship and Time After Time.
Den Song P.S. I Love You hatte Wyands in den 1940er-Jahren in der Version von Mary Ann McCall, damals Sängerin bei Woody Herman and His Orchestra in Erinnerung. Beautiful Friendship kannte der Pianist aus der Zeit, als er mit Ella Fitzgerald arbeitete; As Long as I Live, den er in der Version von Benny Goodman kannte, spielte Wyands im Duo mit Maxine Sullivan.

## Titelliste

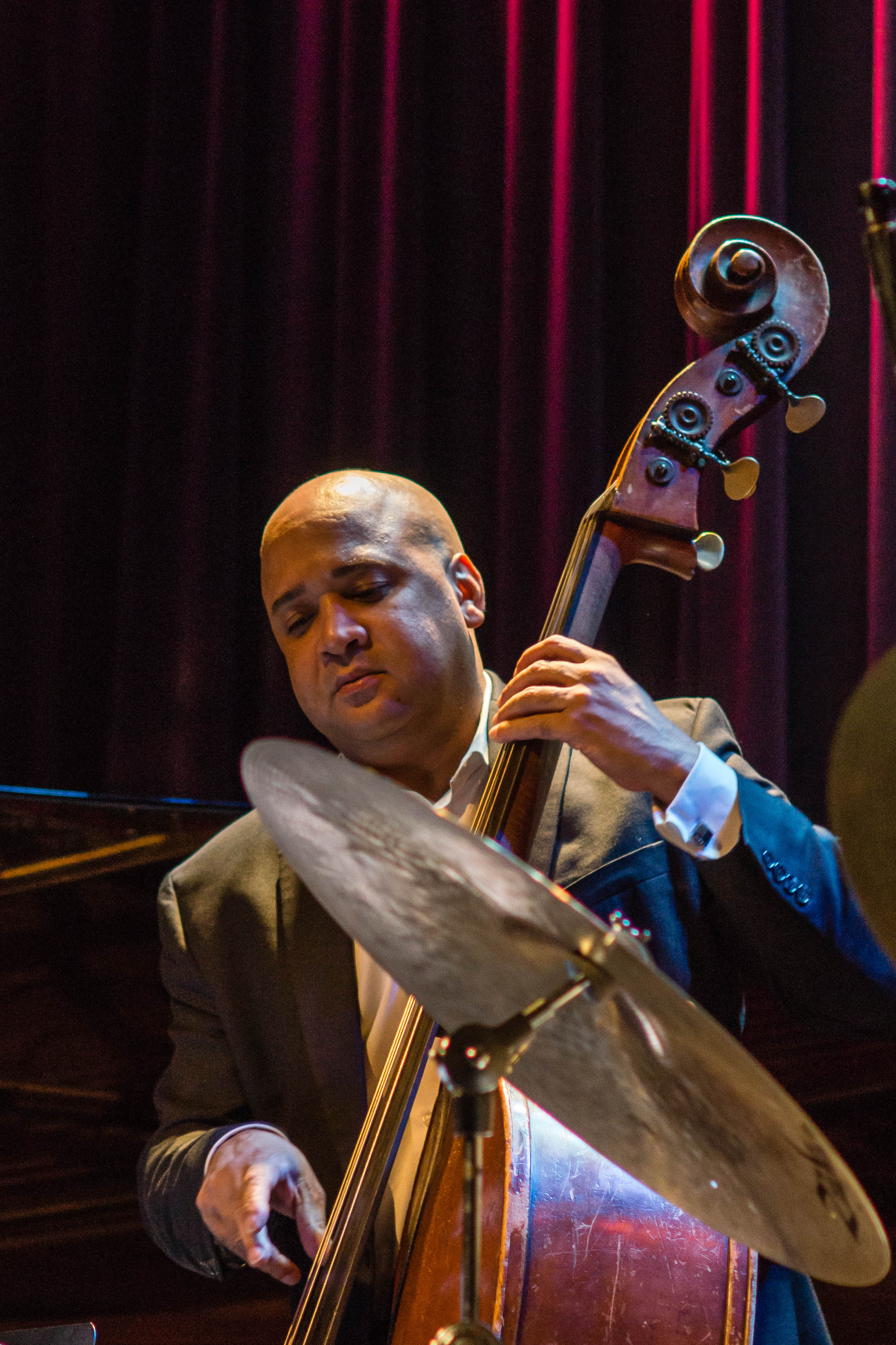
Peter Washington

- Richard Wyands: Half and Half (Criss Cross Jazz 1185)[5]
  1. I’m Old Fashioned (Jerome David Kern, Johnny Mercer) – 5:29
  2. Blues for Kosi (Richard Wyands) 4:52
  3. P.S. I Love You (Gordon Jenkins) 9:18
  4. Once I Loved (Ray Gilbert, Antônio Carlos Jobim, Vinícius de Moraes) 7:27
  5. Half and Half (Richard Wyands) 5:04
  6. A Beautiful Friendship (Donald Kahn, Jule Styne, Stanley Styne) 5:50
  7. Daydream (Billy Strayhorn) 8:05
  8. Is That So? (Duke Pearson) 4:39
  9. Time After Time (Sammy Cahn, Jule Styne) 5:29
  10. As Long as I Live (Harold Arlen, Ted Koehler) 6:42

## Rezeption
Nach Ansicht von Al Cambbell, der an das Album in Allmusic vier (von 5) Sterne vergab, hielt sich Richard Wyands bei dieser Session für Criss Cross hauptsächlich an Standardsmaterial. Seine beiden Begleiter, der Schlagzeuger Kenny Washington und den Bassisten Peter Washington würden sich leicht an die jeweilige Form anpassen und von Balladen über Bebop bis Bossa Nova gleiten.
C. Andrew Hovan rezensierte das Album für All About Jazz und meinte, obwohl Wyands seit den 1950er-Jahren bei zahlreichen Aufnahmesessions des Mainstream Jazz mitgewirkt habe, er überraschenderweise nur sehr wenige Male unter seinem eigenen Namen aufgenommen habe. aufgenommen. Der Autor hebt besonders seine Interpretationen von Beautiful Friendship und Time After Time hervor, „die die Magie Wyands’ am besten veranschaulichen, die voller reicher Akkordpassagen und gut entwickelter Ideen sind, die Aufmerksamkeit fordern“. Seine eigenen Stücke, vor allem das Titeltrack und Blues for Kosi, wiesen beide auf ein latentes Talent im kompositorischen Bereich hin. Lobenswert findet der Autor auch die „mehr als kompetente Unterstützung“ durch den Bassisten Peter Washington und den Schlagzeuger Kenny Washington. Half and Half stelle sich im Werk des Pianisten „als eine weitere grundsolide Piano-Trio-Angelegenheit heraus“.